# Anthony de la Roché
Anthony de la Roché (llamado también Antoine de la Roché, Antonio de la Roché o Antonio de la Roca en algunas fuentes) fue un mercader y explorador inglés nacido en Londres, de padre hugonote francés y madre inglesa, aunque esto no está del todo aclarado. Se lo recuerda por un accidentado viaje por el océano Atlántico Sur en 1675.

## Descubrimiento de las Georgias del Sur
Durante un viaje comercial entre Sudamérica y Europa, en su ruta entre la isla Grande de Chiloé (Chile) y Salvador (Brasil), el navío de Anthony de la Roché fue arrastrado por una gran tempestad impidiéndole así seguir su curso hasta el estrecho de Le Maire (Argentina), teniendo que vagar a la deriva en dirección este, hasta conseguir refugio en una bahía, permaneciendo anclado en la zona durante 14 días en el mes de abril de 1675. 
Según fuentes británicas esa bahía estaría en la isla San Pedro (Georgias del Sur), realizando así el primer descubrimiento de tierras en la zona de la convergencia antártica.
Según sostienen los investigadores argentinos, y el británico James Burney las latidudes señaladas, ni las características de las costas que aporta el relato, concuerdan con las de la isla San Pedro y podrían corresponder en cambio a la Isla Beauchene.

### Detalles del viaje
Habiendo adquirido un barco de 350 toneladas en Hamburgo y obtenido permiso de las autoridades españolas para comerciar en la América hispana, De la Roché arribó a las islas Canarias en mayo de 1674 y en octubre de ese año arribó al puerto del Callao en el Virreinato del Perú vía el estrecho de Le Maire y el cabo de Hornos. 
En su viaje de retorno desde Chiloé (Chile) hasta Bahía de Todos los Santos (Salvador, Brasil), en abril de 1675 De la Roché rodeó el cabo de Hornos y se vio abrumado por tempestuosas condiciones climáticas en las difíciles aguas de la isla de los Estados. Su barco no pasó por el estrecho de Le Maire como él deseaba, ni rodeó la extremidad este de la isla de los Estados (es el mítico «estrecho de Brouwer» presente en los viejos mapas holandeses desde 1643 por la expedición del almirante Hendrik Brouwer), y fue llevado muy lejos hacia el este. 
Según la narrativa sobreviviente publicada poco después del evento: 

(...) ellos encontraron una ensenada, en la que dieron fondo junto a un cabo o punta que se tiende para el sudeste con 28, 30 y 40. brazas de fondo de arena y piedra, en cuyo sitio estando a vista de unas montañas de nieve, junto a la propia costa, con muchas tempestades, hicieron allí mansión de catorce días, al cabo de los cuales saliendo el tiempo clareado, reconocieron que estaban en el fin de aquella tierra, junto a donde dieron fondo, y vieron que por la parte del sudeste y del sur, se veía otra tierra alta, cubierta de nieve, la cual dejando y entrándoles el viento por el sudeste lentamente, rebasaron como pudieron y salieron a la vista de dicha costa de la isla que dejaron por la parte occidental, viendo la dicha tierra austral, por las dichas partes, pareciéndoles que de una a otra habría las dichas 10 leguas, poco mas o menos, y que las corrientes eran grandes para el nordeste, a cuya vuelta gobernando a "Les Nordestes", hallaron en el Mar del Norte, en el intermedio de tres ampolletas, desembocados del dicho pasaje, que dicen es muy breve, por ser poca la tierra que parece comprender la dicha Nueva Isla, la cual dejando y navegando después un día entero, para la vuelta del noreste, les entró después del sur tan tormentoso y fuerte, que navegaron otros tres días a la vuelta del norte, hasta decaer en la altura de 46 grados...

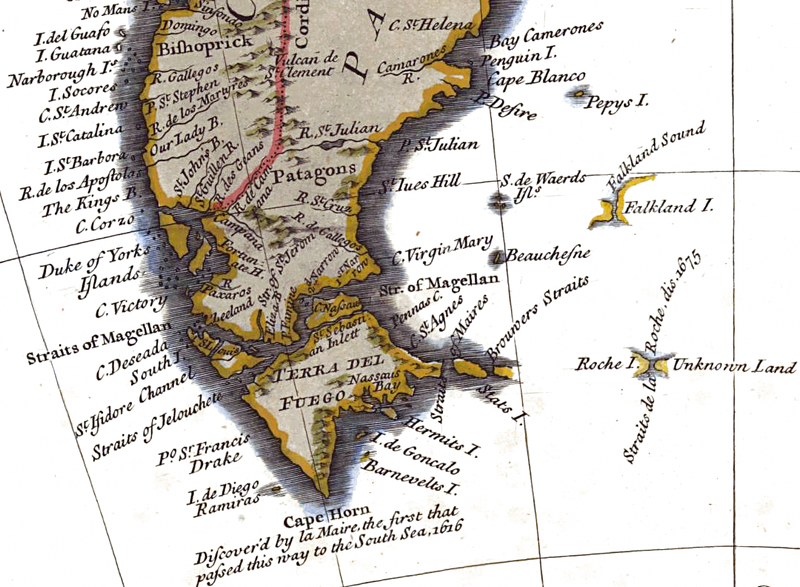
Fragmento del mapa de Seale (ca. 1745) mostrando ‘Roche Island’

Según los británicos, De la Roché habría encontrado refugio en una de las bahías del sur de la isla San Pedro —posiblemente el Fiordo de Drygalski— en donde el maltrecho barco ancló unos 14 días. Una vez que el tiempo amainó, el barco zarpó y mientras rodeaba la extremidad sudeste de San Pedro, avistaron las rocas Clerke hacia el sudeste. 
Sin embargo, en la topografía de la isla San Pedro no existe ninguna vía de comunicación que se asemeje a la descripción del estrecho citado por De la Roché. Además aparecen discrepancias muy notables con la verdadera ubicación de la isla San Pedro. 
Por ello, varios investigadores especulan que, de ser verídico el confuso y dudoso relato, podría corresponder a la Isla Beauchene, y el estrecho citado sería el estrecho de San Carlos de las Islas Malvinas.

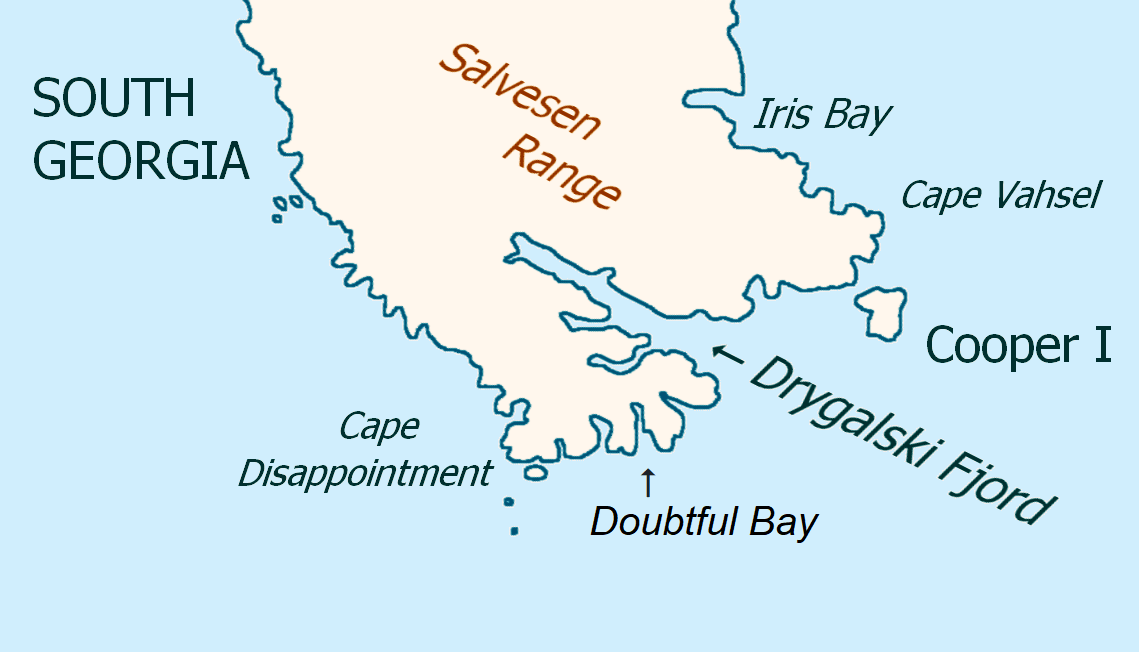
Fiordo Drygalski, el posible lugar desembarco de la Roché en la Isla San Pedro.

Cabe señalar que las correspondientes distancias al extremo sur de América difieren grandemente. Por ejemplo la Isla de los Estados está a unos 390 km de Isla Beauchene y a 1750 km de la Isla San Pedro.
Luego, De la Roché alcanzó exitosamente el puerto brasileño de Salvador y finalmente arribó a La Rochelle, Francia, el 29 de septiembre de 1675.
El capitán James Cook era consciente del relato de La Roché, mencionándolo en su diario de viaje al acercarse a las Georgias del Sur en enero de 1775 para hacer su primer desembarco y el primer mapa de las islas, tomando posesión para el Reino Unido según lo dispuesto por el Almirantazgo, y cambiar el nombre de la isla San Pedro a «Isla de Georgia» por el rey George III.

## Desembarco en la isla Diego Álvarez

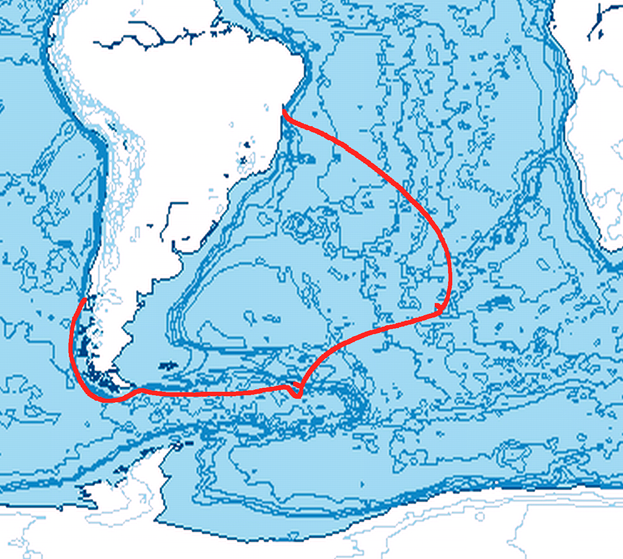
Ruta del viaje de Anthony de la Roché en 1675

Varios días después de su partida de la Nueva Isla de polémica identidad, luego de pasar el paralelo 45, La Roché se cruzó con otra isla deshabitada descripta como:

(...) muy grande y amena, con un buen puerto hacia la parte oriental, en la que hallaron agua, leña y pescado, no viendo en aquella costa gente alguna, no obstante haber estado allí seis días...

Algunos historiadores creen que fue el primer desembarco en la isla sudatlántica Diego Álvarez descubierta por el navegante portugués Gonçalo Álvarez en 1505 o 1506 (y conocida como isla de Gough desde 1731).

## Mapas mostrando el descubrimiento de la Roché
Poco después del viaje, los cartógrafos empezaron a describir en sus mapas la ‘isla de La Roché’, y el ‘estrecho de La Roche’ separando la isla de una ‘tierra desconocida’ al sudeste, honrando al navegante. En particular, la nuevamente descubierta isla apareció en los siguientes mapas del siglo XVIII:
- L'Isle, Guillaume de; J. Covens & C. Mortier. (1700/20). L'Amerique Meridionale. París.
- Chatelain, Henry A. (1705/19). Nouvelle Carte de Geographie de la Partie Meridionale de la Amerique. Ámsterdam.
- L'Isle, Guillaume de & Henry A. Chatelain. (1705/19). Carte du Paraguai, du Chili, du Detroit de Magellan. París.
- Lens, Bernard & George Vertue. (ca. 1710). Map of South America. London.
- Price, Charles. (ca. 1713). South America corrected from the observations communicated to the Royal Society's of London and Paris. London.
- De Fer, Nicolas. (1720). Partie La Plus Meridionale de L'Amerique, ou se trouve Le Chili, Le Paraguay, et Les Terres Magellaniques avec les Fameux Detroits de Magellan et de le Maire. Paris.
- Homann Heirs. (1733). Typus Geographicus Chili a Paraguay Freti Magellanici. Nuremberg.
- Moll, Herman. (1736). A map of Chili, Patagonia, La Plata and ye South Part of Brasil. London.
- L'Isle, Guillaume de & Girolamo Albrizzi. (1740). Carta Geografica della America Meridionale. Venice.
- Seale, Richard W. (ca. 1745). A Map of South America. With all the European Settlements & whatever else is remarkable from the latest & best observations. London.
- Cowley. (ca. 1745). A Map of South America. London.
- Gibson, John. (1753). South America. London.
- Jefferys, Thomas. (1768). South America. London.

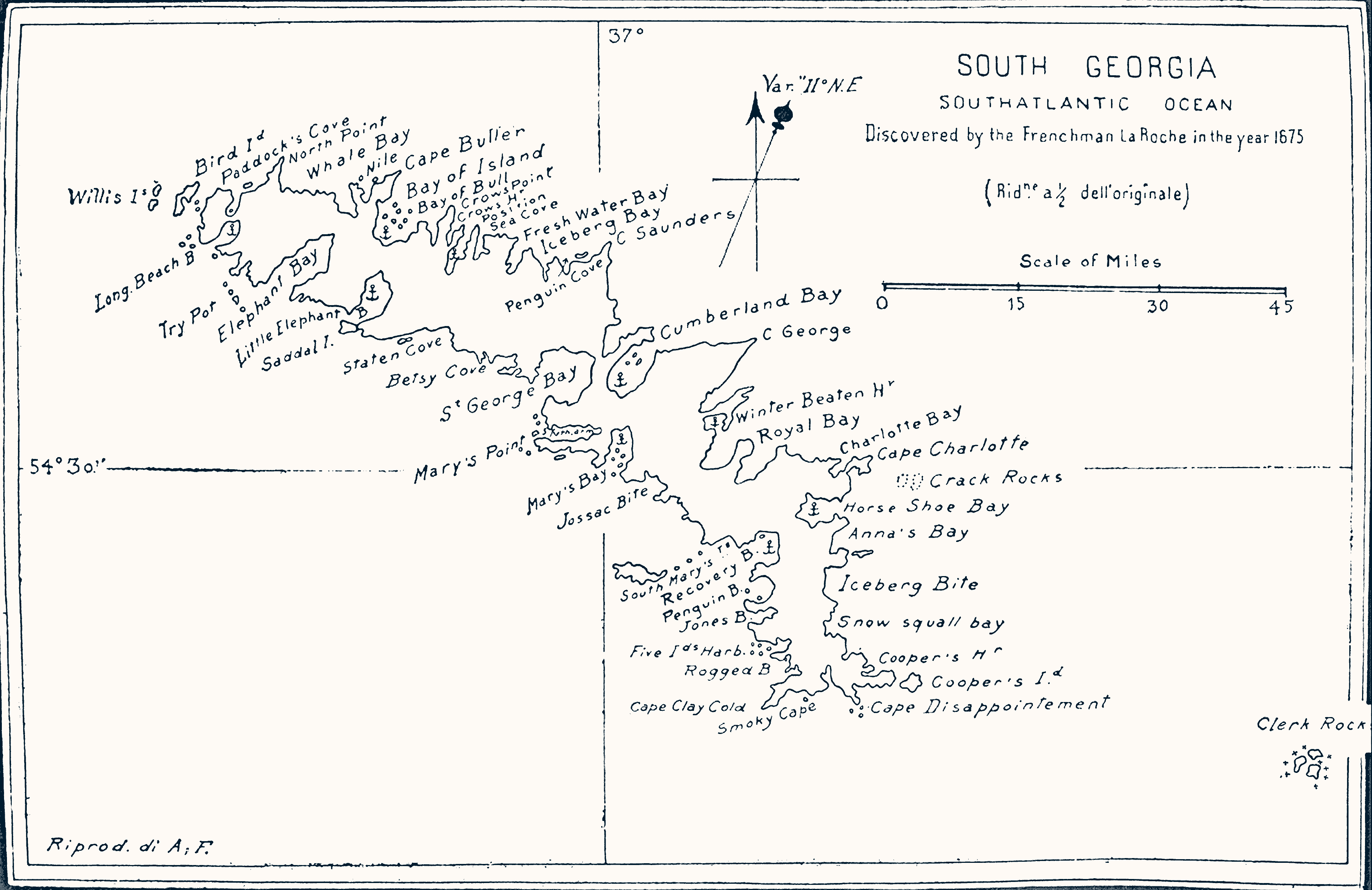
1802 Mapa de las Georgias del Sur (Cpt. Isaac Pendleton).

El segundo mapa de las Georgias del Sur, hecho en 1802 por el capitán Isaac Pendleton de los Estados Unidos en el barco Union y reproducido por el cartógrafo polar italiano Arnaldo Faustini en 1906, fue titulado: «Georgias del Sur; Descubiertas por el francés La Roche en el año 1675». (Pendleton supuso la nacionalidad de la Roché, por su apellido francés.)

## Honores
Pico Roché, la característica más alta de la isla Bird, así como Glaciar Roché en Macizo Vinson en la Antártida se nombran en honor de Anthony de la Roché.